# Abbazia di Muri
L'abbazia di Muri (in tedesco Kloster Muri) è un complesso religioso benedettino che si trova a Muri, comune svizzero nel distretto di Muri (Canton Argovia).

## Storia
Fu fondata dagli Asburgo nel 1027 e popolata dai monaci delle vicine Einsiedeln e St. Blasien. Divenuta ricca e famosa con vaste terre e feudi, fu posta sotto la protezione di Papi e imperatori. Nel 1710 l'imperatore Leopoldo I d'Asburgo concesse all'abate Placido Zurlauben il rango di principe dell'impero. Tra le vaste e ricche proprietà le appartennero anche i feudi sovrani di Glatt presso il Neckar e la metà di Durrenmestetten. Il principato abbaziale fu secolarizzato nel 1802. I monaci, nel 1845 si trasferirono a Bolzano nell'Abbazia di Muri-Gries.